# Dahlgrenův systém
Dalghrenův systém je jeden z moderních taxonomických systémů. Publikoval ho Rolf Dahlgren, specialista na jednoděložné. Po jeho smrti systém rozvíjela jeho žena Gertrude. 
Viz zde:
1
2
3
4

## Systém
- třída Magnoliopsida
podtřída Magnoliidae
nadřád Magnolianae
řád Annonales
čeleď Annonaceae
čeleď Myristicaceae
čeleď Eupomatiaceae
čeleď Canellaceae
čeleď Austrobaileyaceae
řád Aristolochiales
čeleď Aristolochiaceae
řád Rafflesiales
čeleď Rafflesiaceae
čeleď Hydnoraceae
řád Magnoliales
čeleď Degeneriaceae
čeleď Himantandraceae
čeleď Magnoliaceae
řád Lactoridales
čeleď Lactoridaceae
řád Winterales
čeleď Winteraceae
řád Chloranthales
čeleď Chloranthaceae
řád Illiciales
čeleď Illiciaceae
čeleď Schisandraceae
řád Laurales
čeleď Amborellaceae
čeleď Trimeniaceae
čeleď Monimiaceae
čeleď Gomortegaceae
čeleď Calycanthaceae
čeleď Lauraceae
řád Nelumbonales
čeleď Nelumbonaceae
nadřád Nymphaeanae
řád Piperales
čeleď Saururaceae
čeleď Piperaceae
řád Nymphaeales
čeleď Cabombaceae
čeleď Nymphaeaceae
čeleď Ceratophyllaceae
nadřád Ranunculanae
řád Ranunculales
čeleď Lardizabalaceae
čeleď Sargentodoxaceae
čeleď Menispermaceae
čeleď Kingdoniaceae
čeleď Circaeasteraceae
čeleď Ranunculaceae
čeleď Hydrastidaceae
čeleď Berberidaceae
řád Papaverales
čeleď Papaveraceae
čeleď Fumariaceae
nadřád Caryophyllanae
řád Caryophyllales
čeleď Molluginaceae
čeleď Caryophyllaceae
čeleď Phytolaccaceae
čeleď Achatocarpaceae
čeleď Agdestidaceae
čeleď Basellaceae
čeleď Portulacaceae
čeleď Stegnospermataceae
čeleď Nyctaginaceae
čeleď Aizoaceae
čeleď Halophytaceae
čeleď Cactaceae
čeleď Didiereaceae
čeleď Hectorellaceae
čeleď Chenopodiaceae
čeleď Amaranthaceae
nadřád Polygonanae
řád Polygonales
čeleď Polygonaceae
nadřád Plumbaginanae
řád Plumbaginales
čeleď Plumbaginaceae
čeleď Limoniaceae
nadřád Malvanae
řád Malvales
čeleď Sterculiaceae
čeleď Plagiopteraceae
čeleď Bixaceae
čeleď Cochlospermaceae
čeleď Cistaceae
čeleď Sphaerosepalaceae
čeleď Sarcolaenaceae
čeleď Huaceae
čeleď Tiliaceae
čeleď Dipterocarpaceae
čeleď Bombacaceae
čeleď Malvaceae
řád Urticales
čeleď Ulmaceae
čeleď Moraceae
čeleď Cecropiaceae
čeleď Barbeyaceae
čeleď Cannabaceae
čeleď Urticaceae
řád Euphorbiales
čeleď Euphorbiaceae
čeleď Simmondsiaceae
čeleď Pandaceae
čeleď Aextoxicaceae
čeleď Dichapetalaceae
řád Thymelaeales
čeleď Gonystylaceae
čeleď Thymelaeaceae
řád Rhamnales
čeleď Rhamnaceae
nadřád Violanae
řád Violales
čeleď Flacourtiaceae
čeleď Berberidopsidaceae
čeleď Aphloiaceae
čeleď Physenaceae
čeleď Passifloraceae
čeleď Dipentodontaceae
čeleď Peridiscaceae
čeleď Scyphostegiaceae
čeleď Violaceae
čeleď Turneraceae
čeleď Malesherbiaceae
čeleď Caricaceae
řád Cucurbitales
čeleď Achariaceae
čeleď Cucurbitaceae
čeleď Begoniaceae
čeleď Datiscaceae
řád Salicales
čeleď Salicaceae
řád Tamaricales
čeleď Tamaricaceae
čeleď Frankeniaceae
řád Capparales
čeleď Capparaceae
čeleď Brassicaceae
čeleď Tovariaceae
čeleď Resedaceae
čeleď Gyrostemonaceae
čeleď Bataceae
čeleď Moringaceae
řád Tropaeolales
čeleď Tropaeolaceae
čeleď Limnanthaceae
řád Salvadorales
čeleď Salvadoraceae
nadřád Theanae
řád Dilleniales
čeleď Dilleniaceae
řád Paeoniales
čeleď Glaucidiaceae
čeleď Paeoniaceae
řád Theales
čeleď Stachyuraceae
čeleď Pentaphylacaceae
čeleď Marcgraviaceae
čeleď Quiinaceae
čeleď Ancistrocladaceae
čeleď Dioncophyllaceae
čeleď Nepenthaceae
čeleď Medusagynaceae
čeleď Caryocaraceae
čeleď Strasburgeriaceae
čeleď Ochnaceae
čeleď Chrysobalanaceae
čeleď Oncothecaceae
čeleď Scytopetalaceae
čeleď Theaceae
čeleď Bonnetiaceae
čeleď Clusiaceae
čeleď Elatinaceae
řád Lecythidales
čeleď Lecythidaceae
nadřád Primulanae
řád Primulales
čeleď Myrsinaceae
čeleď Aegicerataceae
čeleď Theophrastaceae
čeleď Primulaceae
čeleď Coridaceae
řád Ebenales
čeleď Sapotaceae
čeleď Styracaceae
čeleď Lissocarpaceae
čeleď Ebenaceae
nadřád Rosanae
řád Trochodendrales
čeleď Trochodendraceae
čeleď Tetracentraceae
řád Cercidiphyllales
čeleď Cercidiphyllaceae
čeleď Eupteleaceae
řád Hamamelidales
čeleď Hamamelidaceae
čeleď Platanaceae
čeleď Myrothamnaceae
řád Balanopales
čeleď Balanopaceae
řád Fagales
čeleď Nothofagaceae
čeleď Fagaceae
čeleď Corylaceae
čeleď Betulaceae
řád Juglandales
čeleď Rhoipteleaceae
čeleď Juglandaceae
řád Myricales
čeleď Myricaceae
řád Casuarinales
čeleď Casuarinaceae
řád Buxales)
čeleď Buxaceae
čeleď Daphniphyllaceae
čeleď Didymelaceae
řád Geissolomatales
čeleď Geissolomataceae
řád Cunoniales
čeleď Cunoniaceae
čeleď Baueraceae
čeleď Brunelliaceae
čeleď Davidsoniaceae
čeleď Eucryphiaceae
řád Saxifragales
čeleď Saxifragaceae
čeleď Francoaceae
čeleď Greyiaceae
čeleď Brexiaceae
čeleď Grossulariaceae
čeleď Iteaceae
čeleď Cephalotaceae
čeleď Crassulaceae
čeleď Podostemaceae
řád Droserales
čeleď Droseraceae
čeleď Lepuropetalaceae
čeleď Parnassiaceae
řád Rosales
čeleď Rosaceae
čeleď Neuradaceae
čeleď Malaceae
čeleď Amygdalaceae
čeleď Anisophylleaceae
čeleď Crossosomataceae
čeleď Surianaceae
čeleď Rhabdodendraceae
řád Gunnerales
čeleď Gunneraceae
nadřád Proteanae
řád Proteales
čeleď Proteaceae
řád Elaeagnales
čeleď Elaeagnaceae
nadřád Myrtanae
řád Myrtales
čeleď Psiloxylaceae
čeleď Heteropyxidaceae
čeleď Myrtaceae
čeleď Onagraceae
čeleď Trapaceae
čeleď Lythraceae
čeleď Combretaceae
čeleď Melastomataceae
čeleď Memecylaceae
čeleď Crypteroniaceae
čeleď Oliniaceae
čeleď Penaeaceae
čeleď Rhynchocalycaceae
čeleď Alzateaceae
řád Haloragales
čeleď Haloragaceae
nadřád Rutanae
řád Sapindales
čeleď Coriariaceae
čeleď Anacardiaceae
čeleď Leitneriaceae
čeleď Podoaceae
čeleď Sapindaceae
čeleď Hippocastanaceae
čeleď Aceraceae
čeleď Akaniaceae
čeleď Bretschneideraceae
čeleď Emblingiaceae
čeleď Staphyleaceae
čeleď Melianthaceae
čeleď Sabiaceae)
čeleď Meliosmaceae
čeleď Connaraceae
řád Fabales
čeleď Mimosaceae
čeleď Caesalpiniaceae
čeleď Fabaceae
řád Rutales
čeleď Rutaceae
čeleď Ptaeroxylaceae
čeleď Cneoraceae
čeleď Simaroubaceae
čeleď Tepuianthaceae
čeleď Burseraceae
čeleď Meliaceae
řád Polygalales
čeleď Malpighiaceae
čeleď Trigoniaceae
čeleď Vochysiaceae
čeleď Polygalaceae
čeleď Krameriaceae
řád Geraniales
čeleď Zygophyllaceae
čeleď Peganaceae
čeleď Nitrariaceae
čeleď Geraniaceae
čeleď Vivianiaceae
čeleď Ledocarpaceae
čeleď Biebersteiniaceae
čeleď Dirachmaceae
čeleď Balanitaceae
řád Linales
čeleď Linaceae
čeleď Humiriaceae
čeleď Ctenolophonaceae
čeleď Ixonanthaceae
čeleď Erythroxylaceae
čeleď Lepidobotryaceae
čeleď Oxalidaceae
řád Celastrales
čeleď Stackhousiaceae
čeleď Lophopyxidaceae
čeleď Cardiopteridaceae
čeleď Corynocarpaceae
čeleď Celastraceae
řád Rhizophorales
čeleď Rhizophoraceae
čeleď Elaeocarpaceae
řád Balsaminales
čeleď Balsaminaceae
nadřád Vitanae
řád Vitales
čeleď Vitaceae
nadřád Santalanae
řád Santalales
čeleď Olacaceae
čeleď Opiliaceae
čeleď Loranthaceae
čeleď Medusandraceae
čeleď Misodendraceae
čeleď Eremolepidaceae
čeleď Santalaceae
čeleď Viscaceae
nadřád Balanophoranae
řád Balanophorales
čeleď Cynomoriaceae
čeleď Balanophoraceae
nadřád Aralianae
řád Pittosporales
čeleď Pittosporaceae
čeleď Tremandraceae
čeleď Byblidaceae
řád Araliales
čeleď Araliaceae
čeleď Apiaceae
nadřád Asteranae
řád Campanulales
čeleď Pentaphragmataceae
čeleď Campanulaceae
čeleď Lobeliaceae
řád Asterales
čeleď Asteraceae
nadřád Solananae
řád Solanales
čeleď Solanaceae
čeleď Sclerophylacaceae
čeleď Goetzeaceae
čeleď Convolvulaceae
čeleď Cuscutaceae
čeleď Cobaeaceae
čeleď Polemoniaceae
řád Boraginales
čeleď Hydrophyllaceae
čeleď Ehretiaceae
čeleď Boraginaceae
čeleď Lennoaceae
čeleď Hoplestigmataceae
nadřád Ericanae
řád Bruniales
čeleď Bruniaceae
čeleď Grubbiaceae
řád Fouquieriales
čeleď Fouquieriaceae
řád Ericales
čeleď Actinidiaceae
čeleď Clethraceae
čeleď Cyrillaceae
čeleď Ericaceae
čeleď Empetraceae
čeleď Monotropaceae
čeleď Pyrolaceae
čeleď Epacridaceae
řád Stylidiales
čeleď Stylidiaceae
řád Sarraceniales
čeleď Sarraceniaceae
nadřád Cornanae
řád Cornales
čeleď Garryaceae
čeleď Alangiaceae
čeleď Nyssaceae
čeleď Cornaceae
čeleď Roridulaceae
čeleď Davidiaceae 
čeleď Escalloniaceae
čeleď Helwingiaceae
čeleď Torricelliaceae
čeleď Aucubaceae
čeleď Aralidiaceae
čeleď Diapensiaceae
čeleď Phellinaceae
čeleď Aquifoliaceae 
čeleď Paracryphiaceae 
čeleď Sphenostemonaceae 
čeleď Symplocaceae 
čeleď Icacinaceae 
čeleď Montiniaceae
čeleď Columelliaceae
čeleď Alseuosmiaceae
čeleď Hydrangeaceae
čeleď Sambucaceae
čeleď Viburnaceae
čeleď Menyanthaceae
čeleď Adoxaceae
čeleď Phyllonomaceae
čeleď Tribelaceae
čeleď Eremosynaceae
čeleď Pterostemonaceae
čeleď Tetracarpaeaceae
řád Eucommiales
čeleď Eucommiaceae
řád Dipsacales
čeleď Caprifoliaceae
čeleď Valerianaceae
čeleď Dipsacaceae
čeleď Morinaceae
čeleď Calyceraceae
nadřád Loasanae
řád Loasales
čeleď Loasaceae
nadřád Gentiananae
řád Goodeniales
čeleď Goodeniaceae
řád Oleales
čeleď Oleaceae
řád Gentianales
čeleď Desfontainiaceae
čeleď Loganiaceae
čeleď Dialypetalanthaceae
čeleď Rubiaceae
čeleď Theligonaceae
čeleď Gentianaceae
čeleď Saccifoliaceae
čeleď Apocynaceae
čeleď Asclepiadaceae
nadřád Lamianae
řád Lamiales
čeleď Retziaceae
čeleď Stilbaceae
čeleď Buddlejaceae
čeleď Scrophulariaceae
čeleď Myoporaceae
čeleď Globulariaceae
čeleď Plantaginaceae
čeleď Lentibulariaceae
čeleď Pedaliaceae
čeleď Trapellaceae
čeleď Martyniaceae
čeleď Gesneriaceae
čeleď Bignoniaceae
čeleď Acanthaceae
čeleď Verbenaceae
čeleď Lamiaceae
čeleď Callitrichaceae
řád Hydrostachyales
čeleď Hydrostachyaceae
řád Hippuridales
čeleď Hippuridaceae
podtřída Liliidae
nadřád Alismatanae
řád Alismatales
čeleď Aponogetonaceae
čeleď Butomaceae
čeleď Hydrocharitaceae
čeleď Limnocharitaceae
čeleď Alismataceae
řád Najadales
čeleď Scheuchzeriaceae
čeleď Juncaginaceae
čeleď Najadaceae
čeleď Potamogetonaceae
čeleď Zosteraceae
čeleď Posidoniaceae
čeleď Cymodoceaceae
čeleď Zannichelliaceae
nadřád Triuridanae
řád Triuridales
čeleď Triuridaceae
nadřád Aranae
řád Arales
čeleď Araceae
čeleď Acoraceae
čeleď Lemnaceae
nadřád Lilianae
řád Dioscoreales
čeleď Trichopodaceae
čeleď Dioscoreaceae
čeleď Stemonaceae
čeleď Taccaceae
čeleď Trilliaceae
čeleď Rhipogonaceae
čeleď Petermanniaceae
čeleď Smilacaceae
řád Asparagales
čeleď Philesiaceae
čeleď Luzuriagaceae
čeleď Convallariaceae
čeleď Dracaenaceae
čeleď Asparagaceae
čeleď Ruscaceae
čeleď Herreriaceae
čeleď Nolinaceae
čeleď Asteliaceae
čeleď Dasypogonaceae
čeleď Calectasiaceae
čeleď Blandfordiaceae
čeleď Xanthorrhoeaceae
čeleď Agavaceae
čeleď Hypoxidaceae
čeleď Tecophilaeaceae
čeleď Lanariaceae
čeleď Ixioliriaceae
čeleď Cyanastraceae
čeleď Phormiaceae
čeleď Doryanthaceae
čeleď Eriospermaceae
čeleď Asphodelaceae
čeleď Anthericaceae
čeleď Aphyllanthaceae
čeleď Hemerocallidaceae
čeleď Hostaceae
čeleď Hyacinthaceae
čeleď Alliaceae
čeleď Amaryllidaceae
řád Liliales
čeleď Colchicaceae
čeleď Uvulariaceae
čeleď Iridaceae
čeleď Alstroemeriaceae
čeleď Calochortaceae
čeleď Liliaceae
řád Melanthiales
čeleď Melanthiaceae
čeleď Campynemataceae
řád Burmanniales
čeleď Burmanniaceae
čeleď Corsiaceae
řád Orchidales
čeleď Neuwiediaceae
čeleď Apostasiaceae
čeleď Cypripediaceae
čeleď Orchidaceae
nadřád Bromelianae
řád Velloziales
čeleď Velloziaceae
řád Bromeliales
čeleď Bromeliaceae
řád Haemodorales
čeleď Haemodoraceae
řád Philydrales
čeleď Philydraceae
řád Pontederiales
čeleď Pontederiaceae
řád Typhales
čeleď Typhaceae
nadřád Zingiberanae
řád Zingiberales
čeleď Lowiaceae
čeleď Musaceae
čeleď Heliconiaceae
čeleď Strelitziaceae
čeleď Zingiberaceae
čeleď Costaceae
čeleď Cannaceae
čeleď Marantaceae
nadřád Commelinanae
řád Commelinales
čeleď Mayacaceae
čeleď Commelinaceae
čeleď Xyridaceae
čeleď Rapateaceae
čeleď Eriocaulaceae
řád Hydatellales
čeleď Hydatellaceae
řád Cyperales
čeleď Juncaceae
čeleď Thurniaceae
čeleď Cyperaceae
řád Poales
čeleď Flagellariaceae
čeleď Joinvilleaceae
čeleď Restionaceae
čeleď Centrolepidaceae
čeleď Poaceae
nadřád Arecanae
řád Hanguanales
čeleď Hanguanaceae
řád Arecales
čeleď Arecaceae
nadřád Cyclanthanae
řád Cyclanthales
čeleď Cyclanthaceae
nadřád Pandananae
řád Pandanales
čeleď Pandanaceae